# Apostoł ochrydzki

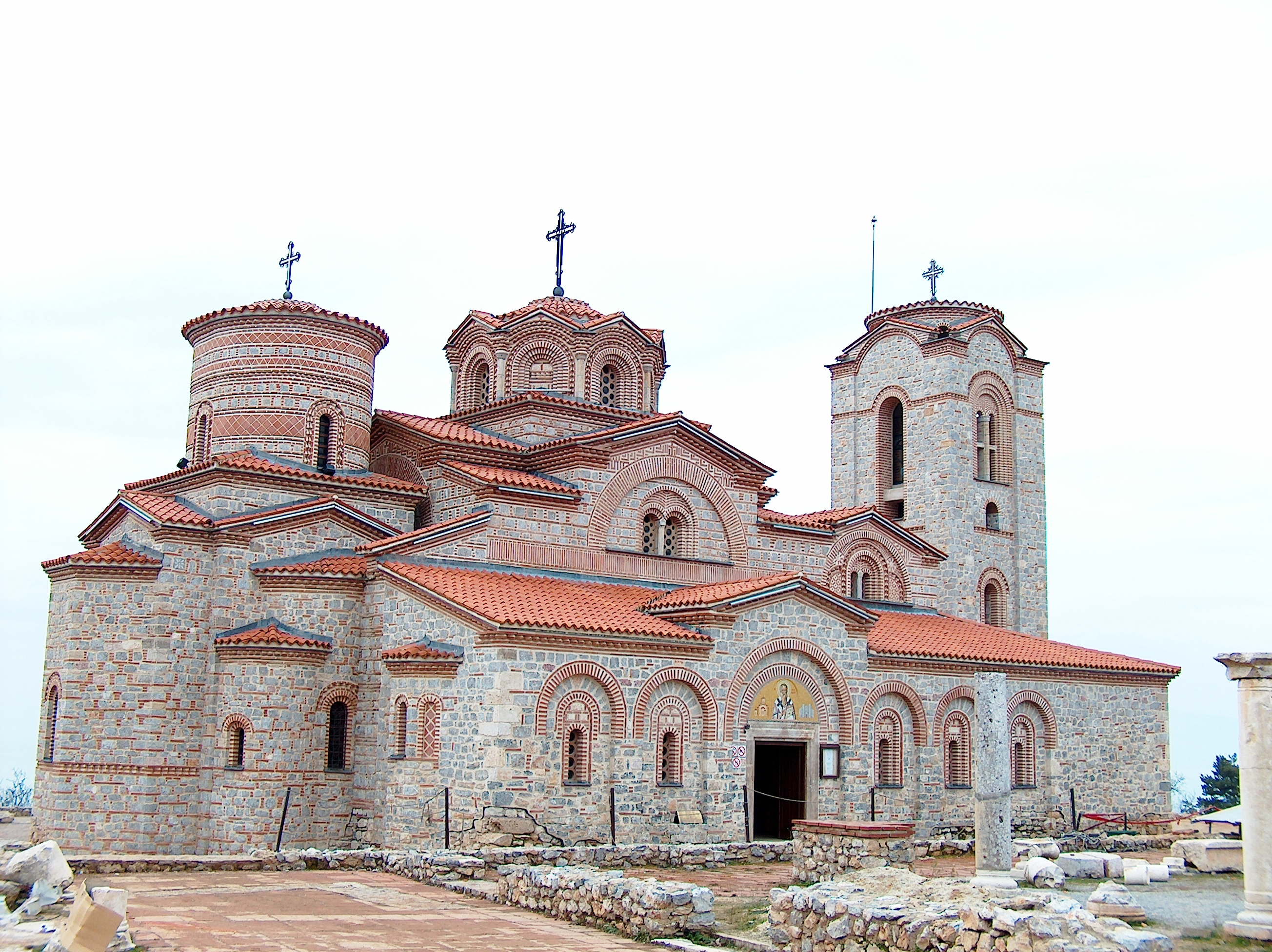
Cerkiew monasterska św. św. Klemensa i Pantelejmona w Ochrydzie, w której odnaleziono manuskrypt

Apostoł ochrydzki – pisany cyrylicą manuskrypt średniobułgarski, pochodzący z końca XII wieku, zawierający fragmenty apostoła przeznaczone na niedziele i święta.
Zabytek składa się ze 112 pergaminowych kart. Pisany jest ustawem w oparciu o pierwotny tekst głagolicki, na co wskazuje nie tylko archaiczna szata językowa, ale także fakt, iż w wielu miejscach w tekst cyrylicki wplecione są wyrazy zapisane głagolicą. Głagolicą zapisano do połowy także dwie z kart manuskryptu.
Manuskrypt spisany został najprawdopodobniej w zachodniej Macedonii, przypuszczalnie w okolicach Ochrydy i zawiera cechy charakterystyczne dla tamtejszego dialektu, m.in. wokalizację jeru twardego w pozycji mocnej w o, np. so vsĕmъ, zam. sъ vьsĕmъ, vo snĕ, zam. vъ sъnĕ, sobrany, zam. sъbьrany itp.
Zabytek został odkryty w 1845 roku w cerkwi św. św. Klemensa i Pantelejmona w Ochrydzie przez rosyjskiego badacza Wiktora Grigorowicza. Obszerne fragmenty apostoła opublikował w 1868 r. Izmaił Sriezniewski w pracy Древние славянские памятники юсоваго письма (Petersburg 1868, s. 75–100, 269–300). Kompletny tekst manuskryptu wraz ze szczegółowym opisem językowym ogłosił Stiepan M. Kulbakin w 1907 r. (Охридская рукопись Апостола конца XII века, Sofia 1907). Rękopis znajduje się w zbiorach Rosyjskiej Biblioteki Państwowej w Moskwie.